# Kiwi Ngô Mai Trang
Ngô Thị Mai Trang (hay còn được biết đến với nghệ danh Kiwi Ngô Mai Trang, sinh ngày 17 tháng 4 năm 1982 tại thành phố Nam Định) là nữ người mẫu, ca sĩ, chuyên gia thẩm mỹ và doanh nhân Việt Nam. Cô từng đoạt giải Hoa hậu Tài năng tại Hoa hậu châu Á Thái Bình Dương năm 2005 được tổ chức tại Trung Quốc với danh hiệu Best singer (Người có giọng hát hay nhất) trong phần thi với 52 thí sinh khác qua màn trình diễn bài "Niềm tin chiến thắng" của nhạc sĩ Lê Quang.

## Sự nghiệp
Kiwi Ngô Mai Trang tốt nghiệp ngành marketing tại Đại học Kinh tế. Năm 2004, cô đăng ký khoá đào tạo người mẫu của công ty Elite Việt Nam và trở thành người mẫu. Sau một năm, cô được lựa chọn tham gia cuộc thi "Hoa hậu châu Á Thái Bình Dương 2005" và nhận danh hiệu "Người có giọng hát hay nhất". Sau đó, cô được mời làm ca sĩ độc quyền cho công ty thời trang Elite.
Tháng 10 năm 2006 cô bỏ nghề người mẫu và chính thức bước vào nghề ca sĩ với việc phát hành album đầu tiên.
Cuối năm 2009, cô tham gia chương trình ca nhạc cùng các nghệ sĩ nổi tiếng của Campuchia tại sân vận động quốc gia Olympic với khoảng 50 ngàn khán giả.
Năm 2010 ngoài sự nghiệp ca hát cô bước chân vào kinh doanh khi khai trương Thẩm mỹ viện Kiwi tại Tp Hồ Chí Minh.
Năm 2014 cô cùng chồng tham gia cuộc thi truyền hình thực tế The Amazing Race (phiên bản Việt Nam- Cuộc Đua Kỳ Thú- phát hàng tuần trên VTV6) trong màu áo Xanh Dương và lập kỷ lục: Đội về nhất 5 chặng đua liên tiếp.
Năm 2016 cô trở thành chuyên gia thẩm mỹ nổi tiếng khi cùng chồng thành lập công ty Kiwi Brow Art International Studio & Academy đăng ký hoạt động tại Texas - Hoa Kỳ và thường xuyên mở các lớp dạy nghề lĩnh vực làm đẹp tại Hoa Kỳ, Canada, Úc và Việt Nam...
Năm 2017 Kiwi Ngô Mai Trang đoạt giải quán quân cuộc thi nấu ăn Master Chef (phiên bản Việt Nam - Vua Đầu Bếp Việt Nam 2017). Sau đó cô mở chuỗi nhà hàng thương hiệu Sado Chado chuyên doanh món ăn, cà phê và trà sữa Nhật Bản.
Năm 2020 đánh dấu sự kiện 10 năm tham gia vào lĩnh vực làm đẹp, cô tiếp tục mở rộng và khai trương thêm Viện Giảm Béo Kiwi.
Đầu năm 2021 cô phát hành bộ đĩa đôi song ca cùng nam ca sỹ Quang Hà album Nhạc Xưa và album Nhạc Hoa Lời Việt

## Cuộc sống riêng
Ngày 31 tháng 5 năm 2007, Kiwi Ngô Mai Trang kết hôn với doanh nhân Đỗ Hoàng Dương. Năm 2008, sau khi sinh con trai đầu lòng, cô quay lại sự nghiệp ca hát với việc phát hành album thứ hai mang tên "Em vẫn hát". Cô tâm sự rằng được chồng ủng hộ theo đuổi đam mê ca hát. Tại thời điểm hiện tại, hai vợ chồng có ba con trai và một gái.

## Các album đã phát hành
1. Kiwi Ngô Mai Trang vol 1 (với Phi Hùng, Quang Vinh và Phan Đinh Tùng CD & VCD
2. Em vẫn hát CD
3. Em vẫn hát DVD
4. Phận má hồng CD & DVD
5. Lạc vào thế giới anh DVD (single)
6. Ôi trời ơi (đĩa đơn phát hành trực tuyến)
7. Ly rượu mừng và các tình khúc xuân bất hủ (DVD)